# Războiul de porțelan
Războiul de porțelan este un film documentar din 2024 regizat de Brendan Bellomo și Slava Leontyev. A câștigat Marele Premiu al Juriului la Festivalul de film Sundance din 2024 și redă experiența a doi artiști ucraineni, un ceramist și un pictor, care se confruntă cu ocupația rusă în Ucraina.

## Structură
Războiul de porțelan îi prezintă pe Slava Leontyev, Anya Stasenko și Andrey Stefanov în timpul războiului din Ucraina. Anya Stasenko și Slava Leontyev sunt artiști din orașul de pe front Harkov, căsătoriți de mulți ani, pasionați de figurinele mici de porțelan. Toți se alătură apărării ucrainene, iar Slava lucrează ca instructor de mitraliere. Pe măsură ce războiul se întețește, Slava și Anya continuă să creeze bibelouri de porțelan, ca semn de rezistență la război. Filmul subliniază scopul artei în timpul conflictului, precum și mândria națională. Coloana sonoră a filmului conține muzica trupei ucrainene de folk/etno-haos DakhaBrakha, care și-a oferit întreaga discografie pentru film, cu o scenă a interpretării lor live în timpul distribuției.
Imaginile din film sunt reprezentate de peisajul ucrainean, precum și de ruinele lăsate în urmă de rachetele de război.

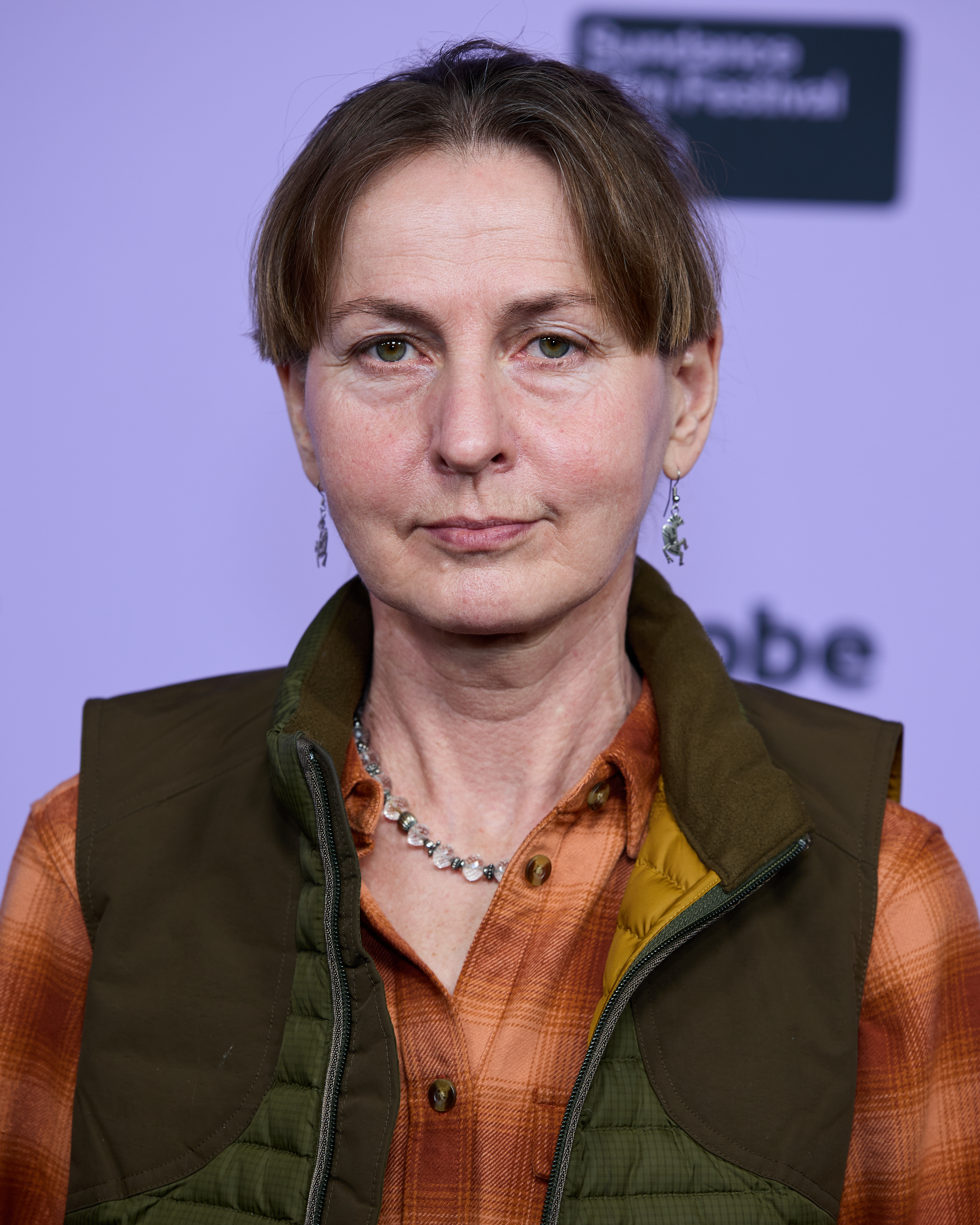
Anya Stasenko

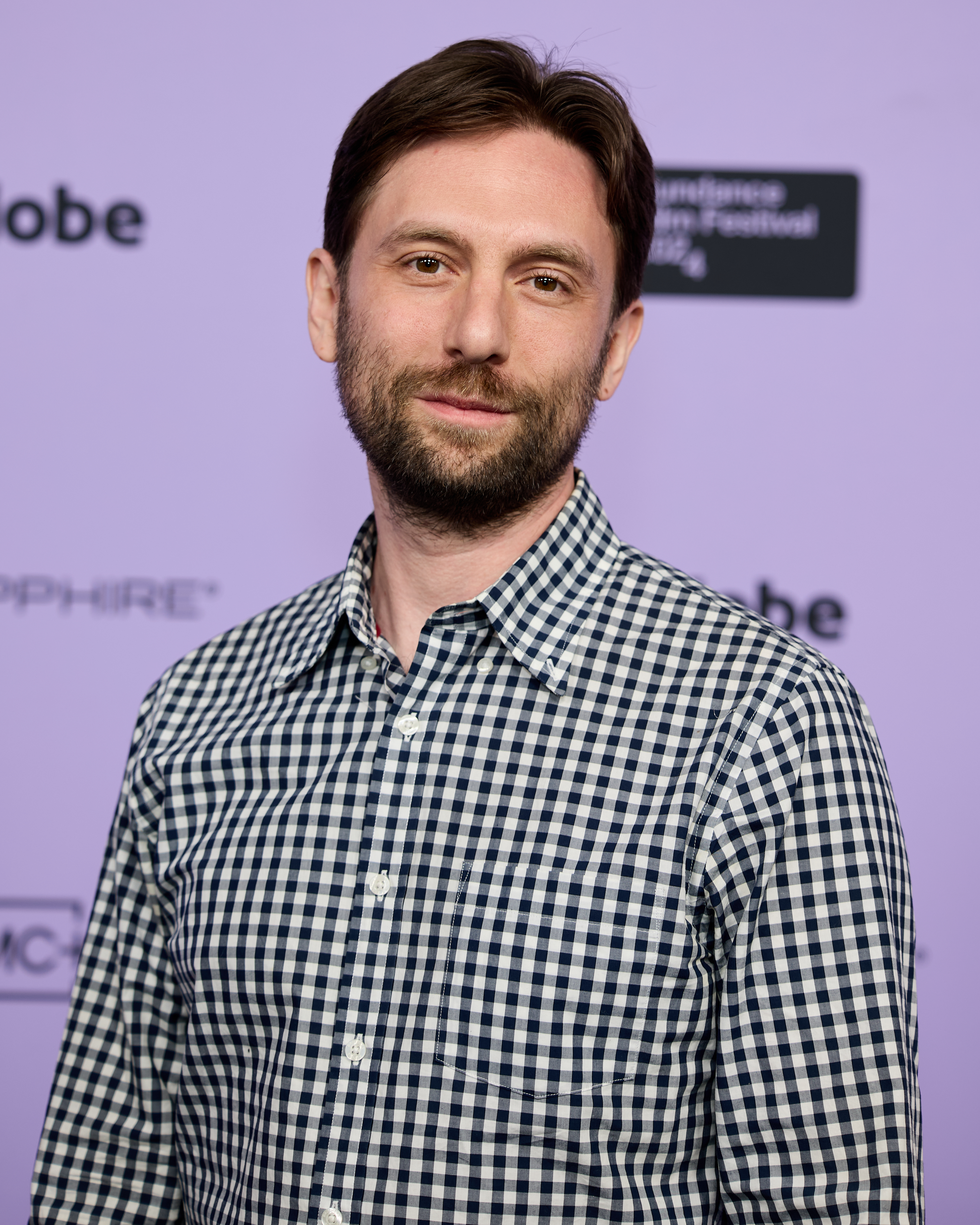
Brendan Bellomo

## Producție
Imaginile de război pentru film au fost surprinse de camerele de acțiune GoPro și de dronele aeriene. Filmul conține, de asemenea, scene de animație desenate manual și CGI de la compania poloneză BluBlu Studios.

## Lansare
Documentarul a avut premiera mondială la Festivalul de Film de la Sundance din 2024, unde a câștigat Marele Premiu al Juriului la categoria Documentare din SUA. Bellomo, care a creat filmul împreună cu Leontyev, a explicat că filmul a fost premiat „pentru vitejia poporului Ucrainei”. Filmul a fost sponsorizat de Utah Film Center. În august 2024, Picturehouse a achiziționat drepturile de distribuție a filmului.

## Receptare critică

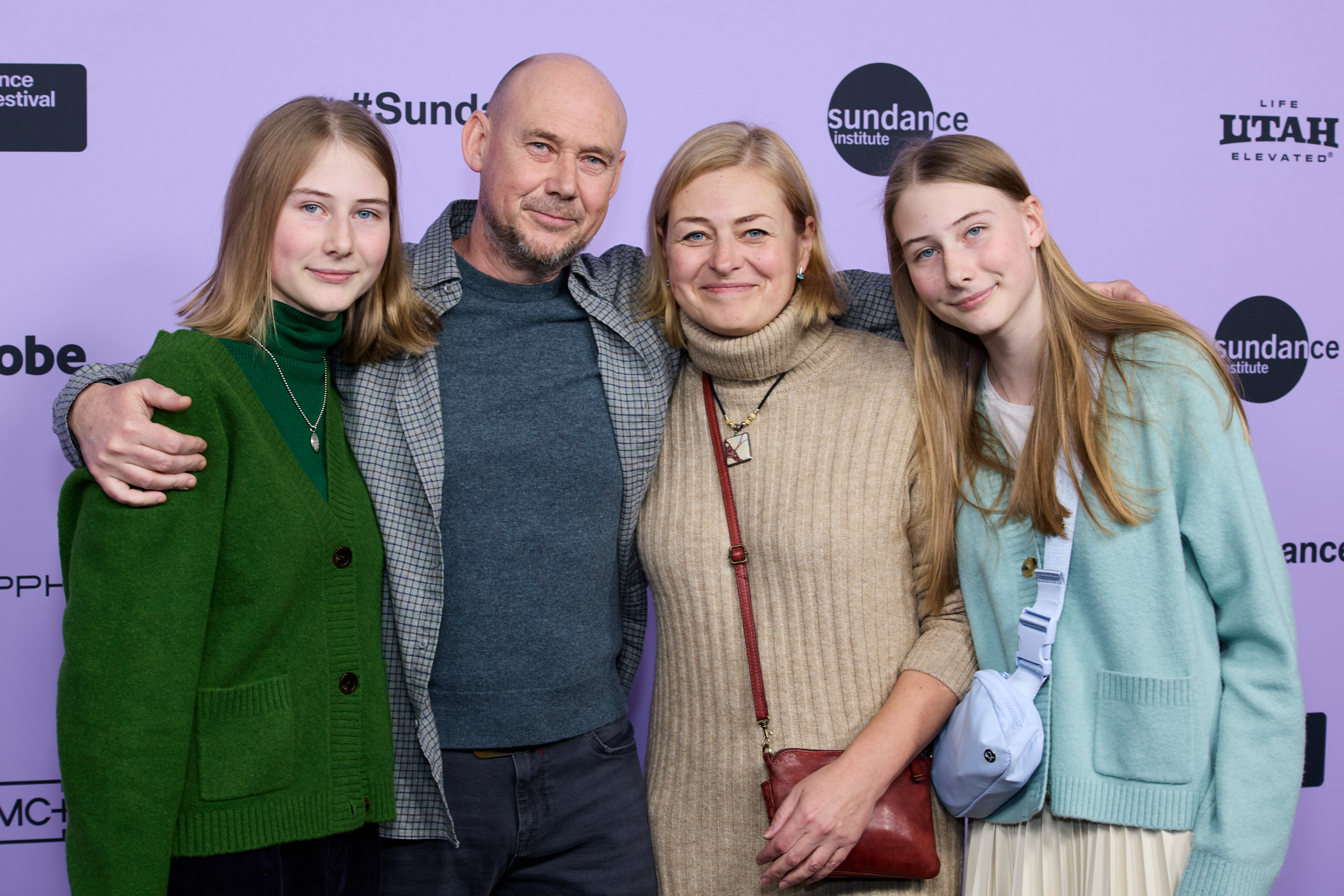
Andrey Stefanov, Sonya Stefanova, Anya Stefanova și Olena Herasymenko la Festivalul de Film Sundance 2024

Filmul a fost apreciat de critici pe scară largă. Are un rating de 94% pe Rotten Tomatoes. Scriind pentru Los Angeles Times, criticul Robert Abele a descris Războiul de porțelan drept „un documentar sublim și emoționant”.
Materialul folosit de artiștii din film, porțelanul, simbolizează rezistența ucraineană: ușor de rănit, greu de distrus. Deși nu este un film de propagandă, poate naște interpretări în acest sens prin sentimentul de partizan omniprezent, însă în cea mai mare parte accentul cade pe peisajele sălbatice ale țării, ca un argument clar al artei ca forță creatoare de viață.
Filmul transmite în primul rând un mesaj de speranță, căci creația artistică apare aici ca un real act de rezistență.

## Premii
| Premiu                                                | Data               | Categorie                                                              | Laureat | Rezultat     |
| ----------------------------------------------------- | ------------------ | ---------------------------------------------------------------------- | --- | ------------ |
| Festivalul de film Sundance                           | 28 ianuarie 2024   | Marele premiu al juriul pentru documentar din SUA                      | Războiul de porțelan                                                                                       | câștigător   |
| Festivalul de film Sarasota                           | 14 aprilie 2024    | Mențiune specială din partea juriului                                  | Războiul de porțelan                                                                                       | câștigător   |
| Festivalul internațional de film de la San Francisco  | 28 aprilie 2024    | Cel mai bun documentar                                                 | Războiul de porțelan                                                                                       | nominalizat  |
| Festivalul internațional de film de la Seattle        | 27 mai 2024        | Cel mai bun documentar                                                 | Războiul de porțelan                                                                                       | câștigător   |
| Festivalul internațional de film Cinéfest din Sudbury | 22 septembrie 2024 | Alegerea publicului: documentar                                        | Războiul de porțelan                                                                                       | câștigător   |
| Critics' Choice Documentary Awards                    | 10 noiembrie 2024  | Cei mai buni realizatori de documentare                                | Brendan Bellomo și Slava Leontyev                                                                          | nominalizat  |
| Critics' Choice Documentary Awards                    | 10 noiembrie 2024  | Cel mai bun documentar politic                                         | Războiul de porțelan                                                                                       | nominalizat  |
| Cinema Eye Honors                                     | 9 ianuarie 2025    | Alegerea publicului                                                    | Războiul de porțelan                                                                                       | câștigător   |
| Cinema Eye Honors                                     | 9 ianuarie 2025    | Producție de excepție                                                  | Paula DuPre' Pesmen, Aniela Sidorska, Camilla Mazzaferro și Olivia Ahnemann                                | nominalizare |
| Cinema Eye Honors                                     | 9 ianuarie 2025    | Cinematografie de excepție                                             | Andrey Stefanov                                                                                            | nominalizare |
| Cinema Eye Honors                                     | 9 ianuarie 2025    | Design vizual de excepție                                              | Brendan Bellomo și BluBlu Studios                                                                          | nominalizare |
| Premiul Satellite                                     | 26 ianuarie 2025   | Cel mai bun documentar                                                 | Războiul de porțelan                                                                                       | nominalizare |
| Premiile AACTA                                        | 7 februarie 2025   | Cel mai bun documentar                                                 | Brendan Bellomo, Slava Leontyev, Camilla Mazzaferro, Aniela Sidorska, Paula Du Pré Pesmen, Olivia Ahnemann | nominalizare |
| Directors Guild of America Awards                     | 8 februarie 2025   | Premiul pentru merite deosebite ale unui regizor de film documentar    | Brendan Bellomo și Slava Leontyev                                                                          | câștigători  |
| Producers Guild of America Awards                     | 8 februarie 2025   | Premiul pentru merite deosebite ale unui producător de film documentar | Aniela Sidorska și Paula DuPré Pesmen                                                                      | nominalizare |
| Premiile Oscar                                        | 2 martie 2025      | Cel mai bun documentar                                                 | Brendan Bellomo, Slava Leontyev, Aniela Sidorska șiPaula DuPré Pesmen                                      | nominalizare |